# كريس أجنيلو
كريس أجنيلو (بالإنجليزية: Chris Agnello)‏ هو لاعب كرة قدم ومدرب كرة قدم أمريكي، ولد في 1968.